# Źródłoznawstwo
Źródłoznawstwo – dział badań historycznych nad źródłami (ich pochodzeniem, autentycznością, sposobami krytyki naukowej, możliwościami zabezpieczenia i konserwacji oraz ich edycji). 